# SGML
SGML, Standard Generalized Markup Language, är ett format för strukturerad text, standardiserat med ISO 8879. Genom att texten "taggas", enligt någon dokumentmall, en DTD, kan den sedan formateras för olika media. Den stora fördelen med SGML är att data kan överföras som ren text, vilket gör det enklare att byta system, men behålla data utan konvertering. Vissa ordbehandlingsprogram som till exempel FrameMaker ger möjlighet till SGML-konvertering. HTML, XML m.fl. härstammar till viss del från SGML, som dock är betydligt mer komplext. På grund av SGML:s komplexitet utvecklades XML, som snabbt har etablerats som det nya "markup"-konceptet för Internet.